# Radio.string.quartet

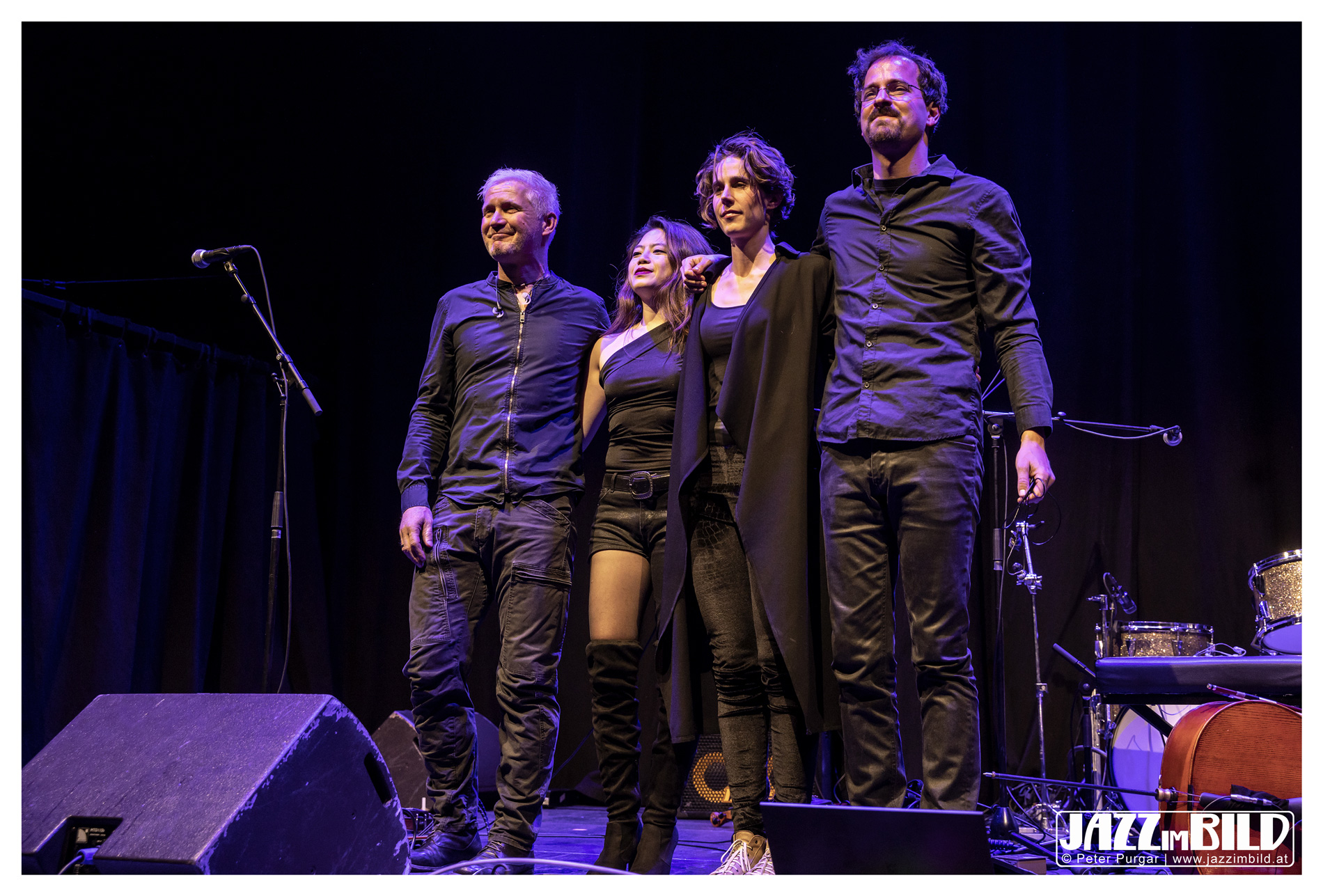
radio.string.quartet 2020, Foto: Peter Purgar

Das radio.string.quartet, vormals auch radio.string.quartet.vienna, ist ein Streichquartett aus Wien, das unter anderem für seine große musikalische Bandbreite und genreübergreifenden Kompositionen und Arrangements bekannt ist. Ausgehend von ihren Einflüssen aus Klassik-, Rock-, Jazz-, Folk-, Pop-, elektronischer und zeitgenössischer Musik entwickelt die Band ihre eigene Klangwelt.

## Geschichte
Das radio.string.quartet  war mit seinen Bearbeitungen der Musik des Mahavishnu Orchestra eine der Entdeckungen des Jazzfestival Berlin im Jahr 2006. John McLaughlin schrieb in den Linernotes zu ihrem ersten Album:
„Ich war vom ersten Ton an fasziniert, wie sich diese Gruppe meiner Musik genähert und sie sich zu eigen gemacht hatte. Sie haben sogar die Atmosphäre getroffen, die damals herrschte. Tief berührt hat mich auch der Stellenwert, den sie der Improvisation beimessen. Und wie sie improvisieren! […] Dies ist kein gewöhnliches Streichquartett. Die leidenschaftliche Hingabe der vier Musiker an ihre Instrumente ist bewundernswert. Und dass es ihnen gelungen ist, Musik, die eigentlich elektrischer Fusion-Jazz ist, mit Elementen ihrer klassischen Herangehensweise zu verschmelzen und dabei die ‚elektrische‘ Atmosphäre zu erhalten, ist einfach einzigartig.“ 
(Das Quartett hat auch eine DVD mit diesem Programm veröffentlicht.)
Im Jahr 2008 folgte Radiotree, ein Album mit dem Akkordeon- und Bandoneon-Virtuosen Klaus Paier. Im gleichen Jahr waren sie Gast auf Ulf Wakenius’ CD Love Is Real, die dem musikalischen Werk des Esbjörn Svensson Trio (e.s.t.) gewidmet ist. 
Im Jahr 2009 nahm radio.string.quartet mit der schwedischen Sängerin Rigmor Gustafsson das Album Calling You auf, das einige Wochen in den schwedischen Charts platziert war.
Das Album Radiodream (2011) markierte mit einem Großteil an Eigenkompositionen, die die vielschichtigen musikalischen Einflüsse der Gruppe widerspiegeln, einen neuen Abschnitt in der Bandgeschichte.
Auf Posting Joe – Celebrating Weather Report – live (2013) widmete sich das Quartett der Musik des Komponisten, Pianisten und Keyboarders Joe Zawinul. Das Album wurde von The Sunday Times (Vereinigtes Königreich) unter die besten Jazzalben des Jahres 2013 auf Rang 2 gewählt.
Im Jahr 2014 begann die Band mit der Arbeit an dem Album In between Silence (2017), das eine musikalische Neuausrichtung der Band und eine Veränderung ihrer Arbeitsweise – sowohl im Studio als auch live – mit sich brachte. Erstmals wurden vermehrt Stimmen zu den herkömmlichen Streichinstrumenten hinzugefügt, und auch der Einsatz von elektronischen Musikinstrumenten erweiterte das Spektrum. Die Kompositionen des Albums – allesamt Arbeiten des Quartett – wurden für die Konzertaufführung einer grundsätzlichen Umarbeitung unterzogen. Damit versuchte die Band, die unterschiedlichen räumlichen Begebenheiten vom Hören eines Albums zum Erlebnis eines Live-Konzerts einzubeziehen. Erstmals arbeitete das Quartett dabei mit einem Co-Produzenten, dem norwegischen Pianisten und NuJazz-Pionier Bugge Wesseltoft.
2020 begann die Band eine „Quadrologie“, deren grundlegende Idee es ist, die vier Elemente Erde, Feuer, Luft und Wasser in musikalischer Sprache darzustellen und zueinander in Bezug zu stellen. Für jedes Element soll es Kooperationen und eine jeweils andere Besetzung geben, deren Zentrum und musikalisches Bindeglied das radio.string.quartet sein soll. Als erstes Element erschien, erstmals auf ihrem eigenen Label SeeYulette, im Juni 2020 „Erd“ mit dem österreichischen Sänger und Komponisten Roland Neuwirth. 2022 folgte auf der Grundlage von Johann Sebastian Bachs g-Moll-Violinsonate unter dem Titel „B:A:C:H – like waters“ ihre Auseinandersetzung mit dem Wasser; mit diesem Programm 
eröffnete das Quartett 2024 die Salzburger Festspiele.

## Diskografie
- radio.string.quartet feat. Klaus Paier (2004; PAO)
- Celebrating the Mahavishnu Orchestra (2007; ACT)
- Radiotree  feat. Klaus Paier (2008; ACT)
- Celebrating the Mahavishnu Orchestra live at Traumzeit Festival – DVD  (2009; ACT)
- Rigmor Gustafsson / radio.string.quartet.vienna: Calling You (2010; ACT)
- Radiodream (2011; ACT)
- Posting Joe – Celebrating Weather Report – live (2013; ACT)
- In Between Silence (2017; Jazzland)
- Erd mit Roland Neuwirth (2020; SeeYulette)
- B:A:C:H – like waters (SeeYulette 2022)

## Mitwirkungen
- Ulf Wakenius: Love Is Real  (2008; ACT)
- Michael Mantler: The Jazz Composer’s Orchestra Update (2014; ECM)
- Gansch, Pixner, Delago, Kranzelbinder, radio.string.quartet: Alpen und Glühen (2022; Three Saints Records)
- Michael Mantler: Sempre Notte: Live Songs (2024; Dark Companion)

## Auszeichnungen
- Preis der deutschen Schallplattenkritik für Celebrating the Mahavishnu Orchestra[2]
- Pasticcio-Preis für Celebrating the Mahavishnu Orchestra[2]